# George Scott III
Pour les articles homonymes, voir George Scott (homonymie).
George Leonard Scott III (né le 16 octobre 1953 à Burlington (Iowa), mort le 5 août 1980 à New York) est un bassiste américain pour plusieurs groupes new-yorkais de la scène no wave. Il est membre fondateur de 8-Eyed Spy et des Raybeats, et travaille avec James Chance and the Contortions, James White and the Blacks, Human Switchboard et John Cale notamment.

## Biographie
George Scott déménage à Sarasota, en Floride, lorsqu'il est adolescent et est élève du lycée. L'un de ses camarades de classe est Paul Reubens, mieux connu sous le personnage de Pee-wee Herman. Scott s'intéresse à cette époque au cinéma et au travail scénique et il prévoit de poursuivre une carrière quelconque dans le cinéma.
Scott s'installe à New York vers 1975. Peu de temps après son arrivée, il s'intéresse à la scène musicale punk en plein essor. Il achète une guitare basse et rejoint Boris Policeband et Randy Cohen dans un des premiers groupes de no wave appelé Jack Ruby, du nom de l'homme qui assassina Lee Harvey Oswald. Jack Ruby enregistre des cassettes de demos, notamment pour Epic Records, qui influenceront Thurston Moore de Sonic Youth. Des décennies plus tard, un album du groupe est publié après que le premier colocataire de Scott, Gary Reese, poussa le frère de Scott à déterrer de nombreuses cassettes que Scott avait laissées.
Tout en essayant de réussir dans la musique, Scott subvient à ses besoins en travaillant dans des magasins de disques, notamment Bleecker Bob's et le Musical Maze sur la 23e rue et la 3e Avenue, où il travaille aux côtés de Peter Holsapple de The dB's et Jimi Quidd de The Dots, qui produit le premier album des Bad Brains, 45. Après la dissolution de Jack Ruby fin 1977, Scott rejoint les Contortions, un groupe dirigé par James Chance, anciennement membre de Teenage Jesus and the Jerks. Il joue de la basse sur les quatre titres des Contortions sur l'album No New York, produit par Brian Eno, en 1978. Il enregistre pour l'album Buy, sorti par ZE Records en 1979, mais James Chance efface ses lignes de basse avant sa sortie. La même année, il apparaît sur un album disco et no wave de James White and the Blacks, qui est essentiellement les Contortions avec un nouveau nom et un nouveau son. En travaillant avec James Chance,  Scott rencontre Jody Harris et Don Christensen, qui le rejoindront plus tard dans les Raybeats.
Après avoir quitté James Chance début 1979, Scott travaille avec John Cale, jouant avec lui plusieurs concerts qui donnent naissance à l'album Sabotage/Live de Cale, sorti en 1979. Scott fait aussi équipe avec Lydia Lunch, qui avait travaillé avec Chance dans Teenage Jesus, pour former 8-Eyed Spy, un groupe no wave composé de Pat Irwin, Michael Paumgarden et Jim Sclavunos.
Alors que 8-Eyed Spy commence à attirer l'attention, Scott forme un groupe instrumental. Il fait équipe avec les anciens Contortions Harris et Christensen et Pat Irwin, membre de 8-Eyed Spy, pour former les Raybeats à l'automne 1979. Au cours de l'année suivante, le groupe se bâtit un public en jouant dans plusieurs endroits de la région de New York.
Le 5 août 1980, George Scott décède d'une overdose d'héroïne, une drogue qu'il avait expérimentée pour la première fois environ trois ans plus tôt. Après la mort de Scott, 8-Eyed Spy se dissout. Les Raybeats continuent cependant en recrutant Danny Amis à la basse. George Scott est enterré dans sa ville natale de Burlington, Iowa.